# Lennox Sebe
Lennox Leslie Wongamu Sebe (Belstone, 26 luglio 1926 – 23 luglio 1994) è stato un politico sudafricano di etnia Xhosa.

## Biografia
Governò il Ciskei dal 21 maggio 1973 fino al 4 marzo 1990, quando fu rovesciato dal brigadiere Joshua Gqozo.
Fondò il Ciskei National Party (poi Ciskei National Independent Party), col quale rafforzò il suo potere e si instaurò come vero e proprio dittatore del bantustan, in seguito all'indipendenza nominale concessagli nel 1980.
| Controllo di autorità | VIAF (EN) 57951230 · ISNI (EN) 0000 0000 2338 5071 · LCCN (EN) n82015893 · GND (DE) 1197913327 |